# Metzgeriales
Metzgeriales es un orden de Marchantiophyta. Son distintivos entre las hepáticas por tener delgadas hojas como solapas en cualquiera de los lados del vástago. La mayoría de las otras hepáticas están sin evidencia de hojas.

## Descripción
Los miembros no tienen estructuras similares a tallos u hojas, y son simples debido a que sus tejidos son finos y relativamente indiferenciados. Todas las especies en el orden tienen una pequeña etapa de gametofito y una más pequeña de corta duración, etapa de espora. A pesar de estas plantas están casi en su totalidad restringidas a regiones con alta humedad o con la humedad fácilmente disponible, el grupo en su conjunto está ampliamente distribuido, y se produce en todos los continentes excepto la Antártida.

## Familias de Metzgeriales
Anteriormente se incluía muchas más familias. Ahora, por razones filogenéticas, se ha dividido entre los grupos Pelliidae y Metzgeriidae. En Metzgeriales se mantiene a las siguientes familias:
- Aneuraceae
- Metzgeriaceae
- Mizutaniaceae